# Joseph Anton Bauer (Lithograf)

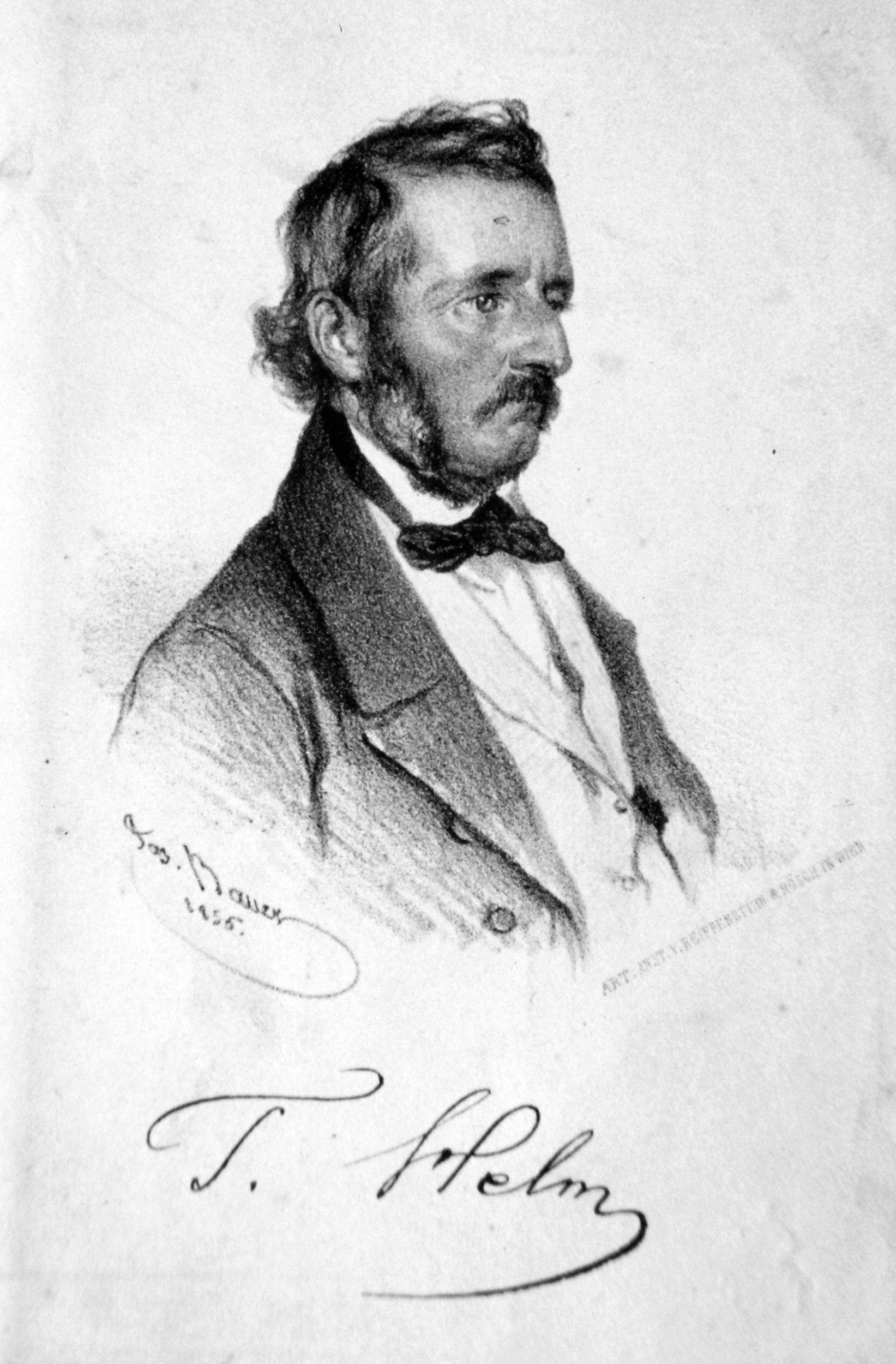
Theodor Hlem Litho, Lithographie von Joseph Anton Bauer 1865

Joseph Anton Bauer (* 1. Oktober 1820 in München, Königreich Bayern; † 11. Januar 1905 in 4. Bezirk, Wien) war ein Lithograf und Maler.

## Leben
Joseph Anton Bauer studierte an der Königlichen Akademie der Bildenden Künste und zog 1847 nach Wien. Dort fertigte er Lithografien, die er an den Kunsthandel und Kunstanstalten verkaufte. 1861 wurde er Mitglied des Wiener Künstlerhauses. Heute sind einige Werke in der Akademie im Kupferstichkabinett der Staatlichen Graphischen Sammlung München und im Historischen Museum der Stadt Wien.